# Aphrastochthonius
Genre
Aphrastochthonius est un genre de pseudoscorpions de la famille des Chthoniidae.

## Distribution
Les espèces de ce genre se rencontrent en Amérique du Nord, en Amérique centrale et à Cuba.

## Liste des espèces
Selon Pseudoscorpions of the World (version 3.0) :
- Aphrastochthonius alteriae Muchmore, 1977
- Aphrastochthonius cubanus Dumitresco & Orghidan, 1977
- Aphrastochthonius grubbsi Muchmore, 1984
- Aphrastochthonius major Muchmore, 1973
- Aphrastochthonius pachysetus Muchmore, 1976
- Aphrastochthonius palmitensis Muchmore, 1986
- Aphrastochthonius parvus Muchmore, 1972
- Aphrastochthonius patei Muchmore, 1982
- Aphrastochthonius pecki Muchmore, 1968
- Aphrastochthonius russelli Muchmore, 1972
- Aphrastochthonius similis Muchmore, 1984
- Aphrastochthonius tenax Chamberlin, 1962
- Aphrastochthonius verapazanus Muchmore, 1972

## Publication originale
- Chamberlin, 1962 : New and little-known false scorpions, principally from caves, belonging to the families Chthoniidae and Neobisiidae (Arachnida, Chelonethida). Bulletin of the American Museum of Natural History, no 123, p. 303-352 (texte intégral).